# 日本SF大賞
日本SF大賞（にほんSFたいしょう）は、日本SF作家クラブが1980年に創設し、主催している賞である。年1回、9月1日から翌8月31日までの1年間に発表された作品（出版物や映像作品、および現実に起きた出来事や製品も含む）の中から最終候補作を選び、日本SF作家クラブの総会で選ばれた数名の選考委員による討議を経て受賞作を決定する。

## 概要
商業分野のSF関係者が、商業作家が発表した商業作品の中から受賞作を選ぶという点では、アメリカのネビュラ賞に近い特徴を持つ（ただしネビュラ賞に選考委員会は存在せず、受賞作はアメリカSFファンタジー作家協会会員による投票で決まる）。本賞の制定以前、日本のSF賞には日本SF大会においてSFファンの投票で決定する星雲賞や、公募新人賞であるハヤカワSFコンテストなどがあったが、プロがプロの作品を選ぶSF賞は本賞が初だった。
もう一つの大きな特徴は、日本の『SFとしてすぐれた作品であり、「このあとからは、これがなかった以前の世界が想像できないような作品」や「SFの歴史に新たな側面を付け加えた作品」』であれば、あらゆる事物を受賞の対象としていることである（後述の制定経緯も参照）。対象は創作物に限定しておらず、はやぶさの帰還などの現実の出来事、VOCALOIDや二足歩行ロボットASIMOのような製品も対象になると謳われている。小説や映画など各メディアごとの賞は数多く存在するが、本賞のように様々なメディアの作品・出来事・製品などが同じ土俵で評価されるものは珍しい。これまでに小説以外に、評論などのノンフィクション、漫画、映画、アニメが受賞しており、ゲームも候補に挙がったことがある。
第33回（2013年度）までの選考手順は、まず日本SF作家クラブ会員に書面アンケートを実施し、その結果をもとに日本SF作家クラブの総会で選ばれた選考委員が最終候補作を決定。改めて開催された選考委員会で受賞作を決定する、というものだった。第17回（1996年度）まではアンケート結果・候補作ともに公表されていなかったが、以降は最終選考の前に公表されるようになった。第34回（2014年度）以降は、候補作エントリーを一般の読者やファンからもTwitterと電子メールで募集し、その中からクラブ会員の投票によって最終候補作を決定し、選考委員による最終選考会で受賞作を決定する、という方式に改められた（なお、エントリーされたのみの作品は「候補作」とは呼ばない）。
受賞者には、日本SF作家クラブ発行の正賞と後援・協賛社からの副賞（第33回までは後援の徳間書店から賞金、第34回以降は非公表）が贈られる。現在の正賞はSFイラストレーターの横山宏作のトロフィー。制定時に100万円だった副賞の賞金は、その後、200万円に増額されたが、ドワンゴ協賛となり100万円に戻った。またクラブの非会員が受賞した場合、本人が希望すれば、通常クラブへの入会に必要な「会員からの推薦」等の手続きを経ずに、クラブの総会で入会可否を直接諮ることができる。
受賞作発表は第33回まで、後援する徳間書店の小説誌上（雑誌の変遷にともない『SFアドベンチャー』→『問題小説』→『SF JAPAN』→『問題小説』→『読楽』と移行）で行われていた。徳間書店が後援を降りた第34回以降は、日本SF作家クラブの公式サイトで直接発表している。
かつては複数回受賞は認められておらず、過去の受賞者は、その後どのような傑作を発表しようと受賞することはなかったが、後に規約が改められて複数回受賞が可能になった。SFプロパーとみなされる作家による作品の受賞については「功労賞」的に与えられる場合も多く、1980年創設という時期的な問題もあり、小松左京、筒井康隆、半村良など、1980年代より前に意欲的にSFの創作をしたSF作家のベスト作品に与えていない場合も多いという意見もある。
また第36回（2015年）では、谷甲州『コロンビア・ゼロ 新・航空宇宙軍史』が「選考委員の作品として初」の受賞となった（谷は選考委員会には書面参加）。第38回（2017年）では、飛浩隆『自生の夢』がやはり選考委員の作品として受賞をして、飛は選考委員会には書面参加した。また、第45回（2025年）では池澤春菜 『わたしは孤独な星のように』が最終候補作となり、池澤は選考委員会には書面参加した。
「特別賞」は評論作品・アンソロジー、「功績大である死去者（会員）」、「死去者の作品」に贈られることが多かった。2011年度に、初の「特別功労賞」が死去した小松左京に贈られた。また、2015年度からは、日本SF作家クラブの会員でない者を含み、SF界に功績大である死去者にあたえる賞として「功績賞」が贈られるようになった。2019年度は死去者が多かったため、功績賞とは別に「会長賞」が死去者である小川隆、星敬に授与された。
なお、選考対象期間が暦年をまたぐため、最終選考会が年を越す場合は前々年の作品が受賞する（9月1日〜12月31日刊行の作品が翌々年に受賞する）可能性もある。
大賞受賞者は、受賞後に選考委員に選ばれる頻度が高い。また1993年分から「選考委員に１名以上女性」というルールがほぼ適用されている（2003年分のみ、選考委員が全員男性）。

### スポンサー
創設時から徳間書店が後援していたが、第33回を最後に降板した。
第34回から第39回（2014年 - 2019年）はドワンゴの協賛により、授賞式をニコニコ生放送で生中継した。
第41回から第45回（2021年 - 2025年）はピクシブ株式会社・株式会社ブックリスタ協賛で行われた。

## 制定の経緯
本賞の制定にあたり、「SFのプロ」として動いたのは小松左京である。第1回（1980年度）受賞作として刊行された徳間文庫版『太陽風交点』の解説に続けて収録された「SFの原点をいきいきと保持する作品――選評にかえて――」において（以下、注記あるまで参考文献は同書）小松が説明しているところによれば、1980年6月の日本SF作家クラブ総会で設置が決定され、その後徳間書店による後援と副賞・授賞式・誌上発表について協定が成立、作家クラブ総会で承認、という経緯で設置された。銓衡の経過は、授賞作への選評以外を非公開とすることもそこで述べられている。
続いて同書に収録されている、日本SF作家クラブ代表として小松左京と、筒井康隆（当時事務局長）の連名の「『日本SF大賞』を設定するにあたって」では、「SFを専門とする立場から顕彰する必要もまた、増大」「SFを専業とするものの責任において……表彰」といったことが述べられている。特に文筆以外の活動についても、「もし、他のジャンル、たとえば映像、漫画、SFアート、あるいは音楽などの分野にその年度においてきわだってすぐれた業績があれば、考慮の対象とする事を妨げません」とあり、当初からの姿勢であったことが窺える。（徳間文庫版『太陽風交点』にもとづく記述ここまで）
筒井康隆による述懐によれば、会員へのアンケート結果と候補作を発表しないのは落選作が分からないようという配慮で、直木賞の落選経験を持つ筒井の意向だったという。また筒井としては、筒井が高く評価していた大江健三郎の『同時代ゲーム』が不遇だったため、受賞させて再評価させようという意図があったという。

## 受賞作一覧
本賞の受賞年表記は、対象期間最終日（8月31日）の属する年度を基準としている。実際の受賞年は表記年の翌年。

### 第1回から第10回
- 第1回（1980年） - 堀晃 『太陽風交点』
- 第2回（1981年） - 井上ひさし 『吉里吉里人』
- 第3回（1982年） - 山田正紀 『最後の敵』
- 第4回（1983年） - 大友克洋 『童夢』
- 第5回（1984年） - 川又千秋 『幻詩狩り』
- 第6回（1985年） - 小松左京 『首都消失』
- 第7回（1986年） - かんべむさし『笑い宇宙の旅芸人』
- 第8回（1987年） - 荒俣宏 『帝都物語』
- 第9回（1988年） - 半村良『岬一郎の抵抗』、横田順彌・會津信吾 『快男児・押川春浪』
- 第10回（1989年） - 夢枕獏 『上弦の月を喰べる獅子』、特別賞 手塚治虫

### 第11回から第20回
- 第11回（1990年） - 椎名誠 『アド・バード』
- 第12回（1991年） - 梶尾真治『サラマンダー殲滅』、特別賞 石原藤夫『SF図書解説総目録』および『「SFマガジン」インデックス』
- 第13回（1992年） - 筒井康隆 『朝のガスパール』
- 第14回（1993年） - 柾悟郎『ヴィーナス・シティ』、特別賞 黒丸尚
- 第15回（1994年） - 大原まり子『戦争を演じた神々たち』、小谷真理『女性状無意識』
- 第16回（1995年） - 神林長平『言壷』、特別賞 野田昌宏『「科學小説」神髄』
- 第17回（1996年） - 金子修介 『ガメラ2 レギオン襲来』
- 第18回（1997年） - 宮部みゆき 『蒲生邸事件』、庵野秀明 『新世紀エヴァンゲリオン』
- 第19回（1998年） - 瀬名秀明 『BRAIN VALLEY（上・下）』、特別賞 星新一、NHK人間大学（野田昌宏）『宇宙を空想してきた人々』、井上雅彦監修 『異形コレクション1～6』
- 第20回（1999年） - 新井素子『チグリスとユーフラテス』、特別賞 光瀬龍

### 第21回から第30回
- 第21回（2000年） - 巽孝之編『日本SF論争史』
- 第22回（2001年） - 北野勇作 『かめくん』
- 第23回（2002年） - 古川日出男『アラビアの夜の種族』、牧野修『傀儡后』
- 第24回（2003年） - 冲方丁 『マルドゥック・スクランブル』
- 第25回（2004年） - 押井守 『イノセンス』、特別賞 矢野徹
- 第26回（2005年） - 飛浩隆 『象られた力』
- 第27回（2006年） - 萩尾望都 『バルバラ異界』
- 第28回（2007年） - 最相葉月 『星新一 一〇〇一話をつくった人』
- 第29回（2008年） - 貴志祐介 『新世界より』、磯光雄 『電脳コイル』、特別賞 野田昌宏
- 第30回（2009年） - 伊藤計劃 『ハーモニー』、特別賞 栗本薫 『グイン・サーガ』

### 第31回から第40回
- 第31回（2010年） - 長山靖生『日本SF精神史』、森見登美彦『ペンギン・ハイウェイ』、特別賞 柴野拓美、浅倉久志
- 第32回（2011年） - 上田早夕里『華竜の宮』、特別賞 横田順彌『近代日本奇想小説史 明治篇』、特別功労賞 小松左京
- 第33回（2012年） - 月村了衛『機龍警察 自爆条項』、宮内悠介『盤上の夜』、特別賞 伊藤計劃・円城塔『屍者の帝国』
- 第34回（2013年） - 酉島伝法『皆勤の徒』、特別賞 大森望責任編集『NOVA 書き下ろし日本SFコレクション』全10巻、宮内悠介『ヨハネスブルグの天使たち』
- 第35回（2014年） - 藤井太洋『オービタル・クラウド』、長谷敏司『My Humanity』、功績賞 平井和正
- 第36回（2015年） - 谷甲州『コロンビア・ゼロ 新・航空宇宙軍史』、森岡浩之『突変』、特別賞 牧野修『月世界小説』、功績賞 生賴範義
- 第37回（2016年）- 白井弓子『WOMBS（ウームズ）』、特別賞 庵野秀明（脚本・総監督)・樋口真嗣（監督・特技監督）・尾上克郎（准監督・特技統括）『シン・ゴジラ』
- 第38回（2017年）- 小川哲『ゲームの王国』、飛浩隆『自生の夢』、功績賞 山野浩一
- 第39回（2018年）- 山尾悠子『飛ぶ孔雀』、円城塔『文字渦』、功績賞 横田順彌
- 第40回（2019年）- 小川一水『天冥の標』、酉島伝法『宿借りの星』、特別賞 大森望・日下三蔵編『年刊日本SF傑作選』、功績賞 眉村卓、吾妻ひでお、会長賞 小川隆、星敬

### 第41回から
- 第41回（2020年）- 菅浩江『歓喜の歌 博物館惑星III』、林譲治『星系出雲の兵站』全9巻、特別賞 立原透耶、功績賞：小林泰三[24]
- 第42回（2021年）- よしながふみ『大奥』
- 第43回（2022年）- 荒巻義雄『SFする思考 荒巻義雄評論集成』、小田雅久仁『残月記』、功績賞 鹿野司、津原泰水、八杉将司[25]
- 第44回（2023年） - 長谷敏司『プロトコル・オブ・ヒューマニティ』、功績賞 石川喬司、豊田有恒、聖悠紀、松本零士[26]
- 第45回（2024年） - 市川春子『宝石の国』、特別賞 宮西建礼『銀河風帆走』、功績賞 楳図かずお、住谷春也、山本弘[27]

## 選考委員

### 第1回から第10回
- 1980年　小松左京（選考委員長）、星新一、筒井康隆、豊田有恒、伊藤典夫、鏡明
- 1981年　小松左京（選考委員長）、石川喬司、伊藤典夫、鏡明、筒井康隆、豊田有恒
- 1982年-1983年　小松左京（選考委員長）、石川喬司、伊藤典夫、鏡明、田中光二、筒井康隆、豊田有恒
- 1984年-1985年　石川喬司、伊藤典夫、鏡明、筒井康隆、豊田有恒、堀晃、山田正紀
- 1986年　石川喬司、伊藤典夫、鏡明、川又千秋、田中光二、豊田有恒、堀晃
- 1987年　石川喬司、鏡明、川又千秋、かんべむさし、田中光二、豊田有恒
- 1988年-1989年　石川喬司、眉村卓、田中光二、永井豪、鏡明、川又千秋、森下一仁

### 第11回から第20回
- 1990年　石川喬司、田中光二、永井豪、森下一仁、鏡明
- 1991年　石川喬司、鏡明、巽孝之、森下一仁、夢枕獏、田中光二
- 1992年　石川喬司、鏡明、川又千秋、巽孝之、半村良、森下一仁、夢枕獏
- 1993年　筒井康隆、半村良、石川喬司、川又千秋、鏡明、萩尾望都、巽孝之
- 1994年　鏡明、石川喬司、半村良、巽孝之、かんべむさし、夢枕獏、萩尾望都、森下一仁
- 1995年　石川喬司、鏡明、かんべむさし、小松左京、巽孝之、萩尾望都、夢枕獏
- 1996年　石川喬司、鏡明、梶尾真治、小松左京、巽孝之、永井豪、野田昌宏、萩尾望都
- 1997年　荒俣宏、井口健二、大原まり子、笠井潔、とり・みき、永井豪、難波弘之、南山宏
- 1998年 永井豪、荒俣宏、井口健二、大原まり子、笠井潔、椎名誠、難波弘之、南山宏
- 1999年　荒俣宏、井口健二、大原まり子、椎名誠、難波弘之、南山宏

### 第21回から第30回
- 2000年　荒俣宏、椎名誠、とり・みき、中島梓、南山宏
- 2001年　川又千秋、巽孝之、とり・みき、中島梓、南山宏
- 2002年　川又千秋、高千穂遙、巽孝之、中島梓、難波弘之
- 2003年　川又千秋、神林長平、高千穂遙、巽孝之、難波弘之
- 2004年　笠井潔、小谷真理、高千穂遙、辻真先、森下一仁
- 2005年　笠井潔、神林長平、小谷真理、辻真先、森下一仁
- 2006年　新井素子、笠井潔、小谷真理、辻真先、森下一仁
- 2007年-2008年　東浩紀、新井素子、太田忠司、飛浩隆、萩尾望都
- 2009年　東浩紀、飛浩隆、萩尾望都、豊田有恒

### 第31回から第40回
- 2010年 - 2012年　冲方丁、貴志祐介、豊田有恒、堀晃、宮部みゆき
- 2013年 - 2015年  北野勇作、篠田節子、谷甲州、長山靖生、牧眞司
- 2016年  日下三蔵、高野史緒、飛浩隆、長谷敏司、牧眞司
- 2017年 - 2018年 日下三蔵、高槻真樹、高野史緒、飛浩隆、長谷敏司
- 2019年  池澤春菜、白井弓子、高槻真樹、森岡浩之、三雲岳斗

### 第41回から第50回
- 2020年 日下三蔵（草上仁の代理）、小谷真理、白井弓子、三雲岳斗、森岡浩之[28]
- 2021年 草上仁、小谷真理、白井弓子、森岡浩之、三雲岳斗[29]
- 2022年 井上雅彦、草上仁、小谷真理、斜線堂有紀、立原透耶[25]
- 2023年 池澤春菜、井上雅彦、草上仁、斜線堂有紀、立原透耶[30]
- 2024年 池澤春菜、大森望、斜線堂有紀、立原透耶、林譲治[31]